# 李昉
李昉（925年—996年），字明遠，深州饒陽人（今屬河北）。五代後漢乾祐年進士。

## 生平
李昉歷仕後漢、後周，爲翰林學士，最後歸宋，加中書舍人。曾經三度入仕翰林。宋太宗太平興國八年（983年）拜同中書門下平章事。端拱元年（988年），罷爲右僕射。淳化二年（991年），復拜平章事。至道二年（996年）卒。諡文貞，後避宋仁宗御諱趙禎改諡文正。

## 編撰
曾參與編撰《舊五代史》，並主編《太平御覽》、《太平廣記》、《文苑英華》三部類書。其中《太平御覽》全書1000卷，《太平廣記》全書500卷，《文苑英華》全書1000卷，皆秩卷繁浩之作。参与编纂工作的徐铉（916—991）撰有《稽神录》一书，希望能收入《太平广记》，託宋白咨询李昉的意见。李昉说：“讵有徐率更言无稽者！”意思是要“言之有稽”才能收入《太平廣記》。